# Saint-Hilaire-de-la-Noaille
Saint-Hilaire-de-la-Noaille – miejscowość i gmina we Francji, w regionie Nowa Akwitania, w departamencie Żyronda.
Według danych na rok 1990 gminę zamieszkiwało 291 osób, a gęstość zaludnienia wynosiła 25 osób/km² (wśród 2290 gmin Akwitanii Saint-Hilaire-de-la-Noaille plasuje się na 889. miejscu pod względem liczby ludności, natomiast pod względem powierzchni na miejscu 955.).